# Thomas Vesey (1er baronnet)
Thomas Vesey, 1er baronnet (1668?–1730), est un pasteur anglo-irlandais. Il est évêque d'Ossory de 1714 à 1730.

## Biographie
Il est né à Cork, en Irlande, lorsque son père, John Vesey, est doyen de l'église là-bas, et fait ses études au Collège d'Eton et à Christ Church, Oxford, et devient membre de l'Oriel College. Sa mère est la seconde épouse de John, Anne Muschamp. Il épouse Mary, seule fille survivante et héritière de Denny Muschamp, De Horsley, Surrey et de sa femme Elizabeth Boyle, héritière d'un domaine considérable. Mary est une cousine du côté de sa mère. Le 13 juillet 1698, il est créé baronnet d'Abbeyleix au baronetage d'Irlande.
Prenant les ordres sacrés, il est ordonné prêtre le 24 juin 1700 et, devenant aumônier de James Butler (2e duc d'Ormonde) et archidiacre de Tuam, est par son influence avancé à l'évêché de Killaloe le 12 juin 1713. L'année suivante, il devient évêque d'Ossory.
Il est mort le 6 août 1730, et est enterré à Dublin. Son fils unique et héritier, John Vesey, est créé baron Knapton en 1750 et est l'ancêtre des vicomtes de Vesci et père de William Vesey-FitzGerald (2e baron FitzGerald et Vesey), Elizabeth Vesey et Letitia (1708-1747) qui épouse Ven Charles Meredyth.